# Генріх XVI (герцог Баварії)
Генріх XVI Багатий (*Heinrich XVI. der Reiche, 1386 — 30 липня 1450) — герцог Ландсгут-Баварський у 1393—1450 роках.

## Життєпис

### Регентство
Походив з династії Віттельсбахів. Старший син Фрідріха I, герцога Ландсгут-Баварського, і Маддалени (доньки міланського сеньйора Бернабо Вісконті). Народився у 1386 році у замку Бурггаузен. Вже 1393 році помер герцог Фрідріх й Генріх XVI став новим володарем. Втім через його малолітство встановлено регентство, над ним взяли опіку стрийки Іоганн II і Стефан III, а після смерті Іоганна II в 1397 році — сини останнього Ернст і Вільгельм III.
Спочатку провідну роль відігравав Стефан III, який виявив амбітні плани об'єднання усієї Баварії. Він висловив пропозицію щодо розподілу Ландсгут-Баварського герцогства між опікунами. Втім у 1400 році Генріха XVI підтримав німецький король Рупрехт, який у 1401 році остаточно затвердив за ним Ландсгут-Баварію. З цього моменту у Генріха XVI посіла образа та негативне ставлення до стрийка Стефана III та його сина Людвіга VII, який в усьому допомагав батькові. Лише у 1404 році став самостійним правителем. Того ж року померла його мати.

### Правління
З самого початку повновладного герцогування Генріх XVI став проводити жорстку політику централізації, в першу чергу це стосувалося обмеження прав міст. Генріх XVI скасував гільдії ремісників, перебрав на себе право призначати суддів, членів міських рад. Він вважав, що для майбутньої боротьби з родичами з Баварії-Інгольштадта та Баварії-Мюнхена потрібно мати сильну державу. Надмірні заходи герцога призвели до конфлікту з Ландсгутом у 1408 році. Проте герцог не забажав мирно залагодити суперечку, а наказав вигнати з міста радців, що виступали проти нього. Зрештою такі дії Генріха XVI призвели у 1410 році до повстання в столиці держави — Ландсгуті. Але Генріху XVI вдалося доволі швидко його придушити, 50 ворохобників з числа найбагатших родин міста було страчено, а їхнє майно конфісковане.
У 1410—1411 роках здійснив подорож до Пруссії, де допомагав Тевтонському ордену у війні проти поган-литовців. 25 листопада 1412 року Генріх XVI одружився в Ландсгуті з донькою Альбрехта IV, герцога Австрії. Вважається, що саме Генріх XVI поклав традицію відсилати дружин до замку Бурггаузен, щоб забезпечити собі особисту свободу. Відомо, що у цього герцога був низка позашлюбних дітей.
З 1413 року розпочали різко погіршуватися відносини між Генріхом XVI та Людвігом VII, герцогом Баварсько-Інгольштадтським. Причиною цьому було посилення Людвіга VII через родинні зв'язки з Францією та дружбою з імператором Сигізмундом Люксембургом. Тому Генріх XVI вбачав в ньому небезпечного суперника, який буде проводити політику батька щодо об'єднання Баварії навколо Інгольштадта. У 1414 році герцог Ландсгут-Баварії створив Товариство папуги, котре об'єднало ворогів Людвіга VII — Фрідріха I, курфюрста Бранденбургу, Ернста, герцог Баварсько-Мюнхенського, Іоганна, пфальцграфа Ноймаркту.
Людвіг VII публічно висловив сумніви в законності походження Генріха XVI, у відповідь той спробував 17 квітня 1414 року вбити свого суперника, коли той прямував на Констанцький собор. Змова провалилася і як спокуту він повинен був сплатити грошову компенсацію Людвігу VII. У 1415 році Товариство папуги було перетворено на Констанцьку лігу.
У 1420 році розпочав війну проти Баварії-Інгольштадта. На боці Генріха XVI були війська членів Товариства папуги. Спочатку коаліція зазнали невдачі, коли було сплюндровано Нюнрберг, бургграфом якого був Фрідріх I Бранденбурзький. Втім 1422 року у вирішальній битві при Аллінгу Генріх XVI та його союзники домоглися рішучої перемоги. Водночас йому довелося воювати проти Георга III фон Фраунбергеа, імперського графа Гааги, який спробував розширити свої володіння. Після тривалої боротьбі війська Генріха XVI здобули й тут перемогу, захопивши Георга III у полон. Але в справу втрутився імператор, який не дозволив Генріху XVI використати успіх для розширення володінь. Натомість наказав тому разом з Людвігом VII рушити на допомогу Тевтонському ордену у війні з литовцями. Тут Генріх XVI перебував до 1423 року.
У 1425 році після смерті Іоганна III, герцога Баварсько-Штраубінського, Генріх XVI висунув вимоги на ці володіння, що призвело до нового військового конфлікту з Баварією-Інгольштадт. У 1426 році суперечка перейшла в судовий процес, що тягнувся до 1429 року. Лише тоді в Прессбурзі (сучасна Братислава) імператор Сигізмунд ухвалив рішення щодо розподілу Баварії-Штраубін між Генріхом XVI (Ландсгут-Баварією), Людвігом VII (Баварією-Інгольштадтом)) та Ернстом I (Баварією-Мюнхеном). Генріх XVI отримав області навколо міст Ландау-на-Ізарі, Леггендорфу, Вільгофену, Дітфурту.
Водночас став докладати багато зусиль для піднесення економіки та покращення своїх фінансів. Генріх XVI підвищив тарифи на різні промисли та виробництва. З 1433 року став карбувати власну монету. Також надав прихисток жидам, які створити потужну громаду в Ландсгуті.
У 1438 році Генріх XVI зумів перетягнути на свій бік сина Людвіга VII, якого теж звали Людвіг. Втім протягом 1439—1440 років не відбувалося значних конфліктів. Лише у 1441 році почалися заворушення на чолі з принцом Людвігом, які підтримав Ландсгут-Баварський герцог. У 1443 році йому вдалося взяти в полон батька, і він став правити в Баварії-Інгольштадті самостійно як Людвіг VIII.
Після смерті в 1445 році Людвіга VIII, Генріх XVI рушив до Інгольштадта, де 1446 року викупив у Альбрехта, князя Ансбаху свого давнього ворога — колишнього герцога Людвіга, якого перевіз до замку Бурггаузе, де тримав того в ув'язненні до самої його смерті. Водночас приєднав до своїх володінь Баварію-Інгольштадт. Втім це викликало суперечку з Альбрехтом III, герцогом Баварсько-Мюнхенським, який також претендував на частку Баварсько-Інгольштадтського герцогства.
Помер у 1450 році, за однієї з версій від чуми. Йому спадкував син Людвіг.

## Родина
Дружина — Маргарита, донька Альбрехта IV Габсбурга, герцога Австрії.
Діти:
- Альбрехт (1414—1418)
- Фрідріх (1415—1416)
- Людвіг (1417—1479), герцог Ландсгут-Баварії у 1450—1479 роках
- Іоганна (1413—1444), дружина Оттона I, пфальцграфа Мосбаху
- Єлизавета (1419—1451), дружина Ульріха V, графа Вюртембергу
- Маргарита (1420—д/н), черниця

3 бастарди